# Essai d’éducation nationale
Essai d’éducation nationale, mit vollem Titel Essai d’éducation nationale ou Plan d’études pour la jeunesse (Essay über nationale Bildung oder Studienplan für die Jugend), ist ein 1763 von dem bretonischen Magistraten und Jansenisten Caradeuc de La Chalotais (1701–1785) veröffentlichter Essay. Darin schlug er ein Programm für den wissenschaftlichen Unterricht vor, welches jenes der Jesuiten ersetzen sollte.
Die im Geiste der Aufklärung geschriebene pädagogische Abhandlung plädiert für einen Unterricht, der auf nützlichem Wissen basiert, um den Menschen zu einem Bürger zu formen, der sich des Gemeinwohls bewusst ist.
Das Konzept der Nationalerziehung des Essais forderte unter anderem die Einführung der Muttersprache im Unterricht, es wurde durch Diderot, Mably, Condillac, Turgot und den Abbé Baudeau vorangetrieben.

In einem an ihn gerichteten Brief beglückwünschte Voltaire den Verfasser zum Ausschluss der Kinder des Volkes: 

„Je vous remercie de proscrire l’étude chez les laboureurs. Moi, qui cultive la terre, je vous présente requête pour avoir des manœuvres, et non des clercs tonsurés / dt. Ich danke Ihnen, dass Sie das Studium unter den Pflügern verboten haben. Ich, der ich das Land bewirtschafte, überreiche Ihnen die Bitte, Arbeiter und keine tonsurierten Kleriker zu haben. - (Brief vom 28. Februar 1763)“

Als erbitterter Gegner der Jesuiten hatte La Chalotais bereits 1761 dem Parlament ein Memorandum über die Konstitutionen der Gesellschaft Jesu vorgelegt (Compte rendu des constitutions des Jésuites), das zur Aufhebung des Jesuitenordens in Frankreich beitrug.
Der Verfasser lebte in Rennes. Er wurde 1730 zum Generaladvokaten im Parlament der Bretagne und 1752 zum Generalstaatsanwalt ernannt. Er war ein persönlicher Feind des Gouverneurs der Provinz, des Duc d’Aiguillon.